# 国鉄レ2300形貨車
国鉄レ2300形貨車（こくてつレ2300がたかしゃ）は、1926年（大正15年）に有蓋車からの改造で製作された冷蔵車である。本項目では、レ2300形から改造されたレ2200形についても説明する。

## 概要
大正時代に妻半氷槽式冷蔵車の製造が続いて行われていたが、これに続いて再び妻全氷槽式とした冷蔵車が登場した。これがレ2300形である。レ1000形、レ1300形と同じくフワ30000形有蓋緩急車からの改造で製作された。改造は大宮工場、苗穂工場で行われた。断熱材はコルク、全長7,790mm、全幅2,500mm、全高3,800mm、荷重12tとなっている。
当初の形式はレソ26400形で、40両が改造されレソ26400 - レソ26439となっている。
1927年（昭和2年）、6両が牛乳輸送用に改造された。この牛乳輸送は、安房勝山 - 両国橋（現両国）間で1918年（大正7年）から始められたもので、当初有蓋車で行われていたが、1924年（大正13年）に冷蔵車輸送に切り替えられた。牛乳は1斗3升の缶に入れたものを床に並べて輸送されていた。しかし8t車で100本程度、12t車で150本程度しか搭載できず、本来の貨車の許容荷重に対して大幅に少ない量しか積載できなかった。このため輸送量が多い時は缶の上に板を置いて二段積みにしていた。これを解消するために、最初から棚を車内に設ける改造を実施して牛乳輸送専用とした。後に駿豆鉄道から東京への牛乳輸送にも用いられたが、牛乳輸送がトラックに移行したため余剰となり、一部を再び一般の冷蔵車へ戻す改造が行われた。
1928年（昭和3年）の称号規定改正でレ2300形となり、レ2300 - レ2333となった。また牛乳輸送専用に改造されていた車両については形式を区分されてレ2200形となり、レ2200 - レ2205となっている。このうちレ2200 - レ2202については、1938年（昭和13年）2月に一般の冷蔵車へ戻す再改造を受けたためレ2300形に編入され、レ2334 - レ2336となっている。
レ2300形は戦時中に3両が戦争による被災で廃車になり、又戦後は20両が進駐軍専用車に指定され運用された。
その後レ2200形（当時の在籍車数2両）、レ2300形（同8両）が共に1950年（昭和25年）5月20日通達による第2次特別廃車の対象となり、事実上消滅した。しかしレ2300形に1両（レ2330）捕捉漏れがあり、1959年（昭和34年）まで書類上は在籍していた。